# Dariusz Domański
Dariusz Domański (ur. 1963 w Krakowie) – redaktor wydawnictw, publicysta, animator kultury, kronikarz teatru, autor książek o tematyce kulturalnej.

## Życiorys
Z wykształcenia geolog, pracę dyplomową przygotował na temat metodyki wstępnej przy badaniach mineralogicznych i chemicznych skał i minerałów pod kierunkiem doc dr hab. Ireny Gucwy w Instytucie Geologicznym im. prof. Mariana Książkiewicza w Krakowie. Studiował polonistykę na Uniwersytecie Jagiellońskim. Publikował m.in. w Życiu Literackim, Przekroju, Gościu Niedzielnym, Stolicy, Głosie Tygodniku Nowohuckim. Publikował także w Gońcu Teatralnym, Arkadzie, Górach, Studencie, Gazecie Wyborczej. W latach 1986–1990 związany z Dziennikiem Polskim, a w latach 1990–1997 z Czasem Krakowskim. Jest autorem ponad 500 wywiadów i artykułów poświęconych wybitnym polskim artystom teatru i ludziom nauki. Inicjator wielu projektów kulturalnych m.in. Portretów ludzi teatru, filmu w Ośrodku Kultury im. C.K. Norwida w Krakowie. Redaktor serii Aktorzy XXI wieku. Organizator około 100 imprez kulturalnych dedykowanych pamięci m.in. Tytusa Chałubińskiego, Jana Kasprowicza, Rudolfa Zubera, Józefa Szajny.
W latach 1984–1986 był konferansjerem Marii Malickiej – recitale poezji polskiej, a w latach 2006–2008 konferansjer Haliny Kwiatkowskiej – monodram Wielki kolega, rzecz o Karolu Wojtyle. Zapowiadał występy Jerzego Kryszaka i Andrzeja Grabowskiego.  Organizator wielu benefisów polskich artystów w tym m.in. Krzysztofa Zanussiego, Franciszka Pieczki, Mariana Dziędziela, Wiesława Ochmana.   
W roku 2019 otrzymał srebrny medal Zasłużony Kulturze Gloria Artis. Od 2018 r. Dyrektor artystyczny Jesiennego Festiwalu Filmowego w Starym Mieście w Wielkopolsce. Obecnie współpracuje z Dziennikiem Polskim i Głosem Tygodnikiem Nowohuckim. Inicjator i redaktor serii Zeszyty Starego Teatru nr 1 poświęcony Markowi Walczewskiemu. W październiku 2022 roku na łamach Gazety Krakowskiej i Dziennika Polskiego ukazał się ostatni wywiad Dariusza Domańskiego ze zmarłym 23 września Franciszkiem Pieczką. W roku 2022 został nominowany przez Fundacje Ukryte Skrzydła do Nagrody Miasta Krakowa w dziedzinie kultura i sztuka – upowszechnianie kultury. Agnieszka Osiecka określiła Dariusza Domańskiego mianem uczciwego erudyty. Jest bohaterem reportażu Marii Ziemlińskiej-Mazurek - pt. "Ulotne chwile teatru", w którym wystąpili : Jan Nowicki, Piotr Fronczewski, Anna Seniuk, Izabela Trojanowska, Ewa Kasprzyk,Krzysztof Zanussi, Henryk Talar, Jerzy Fedorowicz, Marian Dziędziel, Adam Woronowicz, Paweł Małaszyński 

## Wybrane publikacje książkowe
- Piotr Fronczewski – próba portretu, Kraków, KIK, 1991
- Piotr Fronczewski opisany, Kraków, Baran i Suszczyński, 1995
- Jan Nowicki, Kraków, Baran i Suszczyński, 1995
- „Taki nam się snuje dramat” Stary Teatr 1945-1995 Album Wspomnień, Kraków, ATI, 1997
- Mój alfabet, Kraków, Astra, 1998
- Bolek Greczyński- odejście i powrót, Kraków, Astra, 1998
- Gwiazdy kina, teatru i nie tylko, Brzesko, Brzeska Oficyna Wydawnicza, 2003[3]
- Paweł Małaszyński, Kraków, Czarny Koń, 2010
- Marian Dziędziel, Kraków, Czarny Koń, 2012[4]
- Franciszek Pieczka – Mateusz – Woyzeck – Jańcio Wodnik, Godów: Gminne Centrum Kultury, Sportu i Turystyki, 2013
- Przeszłość jest to dziś tylko cokolwiek dalej, Kraków, Dom Wydawnictw Naukowych, 2013
- Franciszek Pieczka na 90 lecie urodzin – Kraków, Protagonista, 2018
- Stary Teatr zawsze młody, Kraków, Protagonista, 2020
- Maria Malicka – Grzesznica bez winy, Kraków, Protagonista, 2021
- Krzemiński – pod red. prof. E. Orzechowski – Kraków, Wydawnictwo Universitas, 1991 (praca zbiorowa)
- Szkoła, teatr, szczęście – pod red. D. Domański – Kraków, Wydawnictwo ATI, 1999
- Kwadrat – Warszawa, Teatr Kwadrat, 2014 (praca zbiorowa pod red. Romana Dziewońskiego)
- 16 lat Krakowskiego Samorządu – Kraków, UMK, 2016 (praca zbiorowa)
- Dariusz Domański, Jerzy Jakubowicz, Pamiętam ten smak. Ulubione przepisy i wspomnienia znanych osób, Studio Acord, Krakowski Komitet Walki z Rakiem, 2023, ISBN 978-83-966354-0-2. Brak numerów stron w książce
- Dariusz Domański, Artur Marcisz, Franciszek Pieczka : honorowy obywatel gminy Godów, Gminne Centrum Kultury, Sportu i Turystyki w Godowie, 2023, ISBN 978-83-932878-4-0. Brak numerów stron w książce
- Dariusz Domański, Franciszek Pieczka: portret przyjaciela, Wydawnictwo Studio Acord, 2024, ISBN 978-83-970103-0-7. Brak numerów stron w książce
- Piotr Fronczewski Portret Przyjaciela – Kraków, Wydawnictwo Studio ACORD, 2024[5]
- Maria Malicka Portret Przyjaciela – Kraków, Wydawnictwo Studio ACORD, 2024[5]
- Jan Nowicki Portret Przyjaciela – Kraków, Wydawnictwo Studio ACORD, 2024[5]
- Krzysztof Zanussi. Portret Przyjaciela - Kraków, Wydawnictwo Studio ACORD 2025[6]

## Nagrody i wyróżnienia
- Odznaka Prezydenta Krakowa „Honoris Gratia” (2011)
- Złoty Laur Akademii Mistrzów Mowy Polskiej (2015)[7]
- Honorowy Ambasador Gminy Godów (2016)[8]
- Srebrny medal Zasłużony kulturze Gloria Artis (2019)[9]
- VIP 2023 (nagroda Magazynu VIP)